# Länsväg 403
Länsväg 403 är en 32 kilometer lång väg mellan Pajala och Kaunisjoensuu. 
Liksom andra primära länsvägar med nummer högre än 400 ansluter den till det finska vägnätet. I centrala Pajala ansluter den till riksväg 99, där det också finns en snedkabelbro över Torne älv . Vid Kaunisjoensuu korsar vägen Muonioälven på en bro. Vid den svenska sidan bron i Kaunisjoensuu finns en matbutik och en bensinstation, som lever på gränshandel i och med att det inte finns någon tätort i närheten på svenska sidan butiken kan betjäna. Vägens fortsättning på finska sidan, den 5 kilometer långa regionalväg 943, ansluter till E8 i Kolari. Länsväg 403 skyltas Pajala och Finland. Vägen har betydelse för långväga trafik. Den är tillsammans med bland annat länsväg 392 lämplig för att köra till exempel Oslo-Alta eller Stockholm-Tromsø.

## Historia
En väg (förutom gränsbron) byggdes mellan Pajala och svenska Kolari på 1930-talet. Vägen namngavs Länsväg 403 år 1985. Då gick det fortfarande färja över älven och en bro byggdes efter det.

## Trafikplatser och korsningar
|  | Nr | Namn                 | Skyltning                       |
|  | -- | -------------------- | ------------------------------- |
|  |    |                      | 99 Karesuando Haparanda         |
|  |    | bro över Torneälven  | cirka 200 m lång                |
|  |    | Kaunisjoensuu        | Länsväg 403 svänger             |
|  |    | bro över Muonioälven | cirka 200 m lång                |
|  |    | Kolari               | Gräns Sverige-Finland           |
|  |    |                      | Finsk regionalväg 943 ansluter  |
|  |    | Kolari               | Den ansluter efter 5 km till E8 |